# Carlo Cataneo
Carlo Cataneo (7 de mayo de 1930 – 16 de febrero de 2005) fue un actor cinematográfico y televisivo de nacionalidad italiana.

## Biografía
Nacido en Milán, Italia, actuó en el cine y en la televisión. Entre sus actuaciones cinematográficas figuran las que llevó a cabo en Macchie solari (1973) y La terrazza (1980).
Para la televisión, hizo diversos papeles en producciones emitidas entre los años 1960 y años 1980. Entre las principales, el papel del Conde Attilio en I promessi sposi (1967) y el de Sandy Velasco en cinco episodios de Tenente Sheridan: La donna di cuori (1969). Otras producciones en las que actuó fueron I tre camerati, Dossier Mata Hari, L'affare Dreyfus (1968), en la cual encarnó a uno de sus pocos personajes negativos, A Electra le sienta bien el luto (1972) y La ragazza dell'addio (1984).
Como actor de voz, Cataneo dio voz a Raymond Burr en film Fuori di testa, a Chad Everett en la serie Centro médico, y a Geraldo del Rey en la soap opera Luna piena d'amore.
Carlo Cataneo falleció en Milán, Italia, en 2005. Había estado casado con la actriz Lina Volonghi.

## Filmografía
- Macchie solari, de Armando Crispino (1975)
- Stregone di città, de Gianfranco Bettettini (1975)
- Aut Aut - Cronaca di una rapina, de Silvio Maestranzi (1976), telefilme